# Englische Badmintonmeisterschaft 2012
Die Englische Badmintonmeisterschaft 2012  fand vom 3. bis zum 5. Februar 2012 in Bolton statt.

## Austragungsort
- Bolton Arena

## Medaillengewinner
| Disziplin    | Gold                           | Silber                             | Bronze                         |
| ------------ | ------------------------------ | ---------------------------------- | ------------------------------ |
| Herreneinzel | Rajiv Ouseph                   | Carl Baxter                        | Ben Beckman                    |
| Herreneinzel | Rajiv Ouseph                   | Carl Baxter                        | Toby Penty                     |
| Dameneinzel  | Elizabeth Cann                 | Kate Robertshaw                    | Nicola Cerfontyne              |
| Dameneinzel  | Elizabeth Cann                 | Kate Robertshaw                    | Sarah Walker                   |
| Herrendoppel | Chris Adcock Andrew Ellis      | Chris Langridge Peter Mills        | Gary Fox Ben Stawski           |
| Herrendoppel | Chris Adcock Andrew Ellis      | Chris Langridge Peter Mills        | Kristian Roebuck Anthony Clark |
| Damendoppel  | Jenny Wallwork Gabrielle White | Mariana Agathangelou Heather Olver | Jessica Fletcher Alyssa Lim    |
| Damendoppel  | Jenny Wallwork Gabrielle White | Mariana Agathangelou Heather Olver | Alexandra Langley Lauren Smith |
| Mixed        | Chris Adcock Gabrielle White   | Nathan Robertson Jenny Wallwork    | Marcus Ellis Heather Olver     |
| Mixed        | Chris Adcock Gabrielle White   | Nathan Robertson Jenny Wallwork    | Ben Stawski Lauren Smith       |

## Finalergebnisse
| Disziplin    | Sieger                         | Finalist                           | Ergebnis            |
| ------------ | ------------------------------ | ---------------------------------- | ------------------- |
| Herreneinzel | Rajiv Ouseph                   | Carl Baxter                        | 21–18, 21–14        |
| Dameneinzel  | Elizabeth Cann                 | Kate Robertshaw                    | 21–19, 21–17        |
| Herrendoppel | Chris Adcock Andrew Ellis      | Chris Langridge Peter Mills        | 24–22, 21–12        |
| Damendoppel  | Jenny Wallwork Gabrielle White | Mariana Agathangelou Heather Olver | 21–16, 18–21, 21–16 |
| Mixed        | Chris Adcock Gabrielle White   | Nathan Robertson Jenny Wallwork    | 21–18, 17–21, 21–14 |